# (2558) Viv
(2558) Viv (1981 SP1; 1968 UR1; 1971 QH1; 1977 JH; 1978 VS7; 1981 TN4; A915 TC) ist ein ungefähr fünf Kilometer großer Asteroid des inneren Hauptgürtels, der am 26. September 1981 vom US-amerikanischen Astronomen Norman G. Thomas am Lowell-Observatorium, Anderson Mesa Station (Anderson Mesa) in der Nähe von Flagstaff, Arizona (IAU-Code 688) entdeckt wurde.

## Benennung
(2558) Viv wurde nach Vivian Russell Thomas, der Mutter des Entdeckers Norman G. Thomas, benannt.